# Spinning

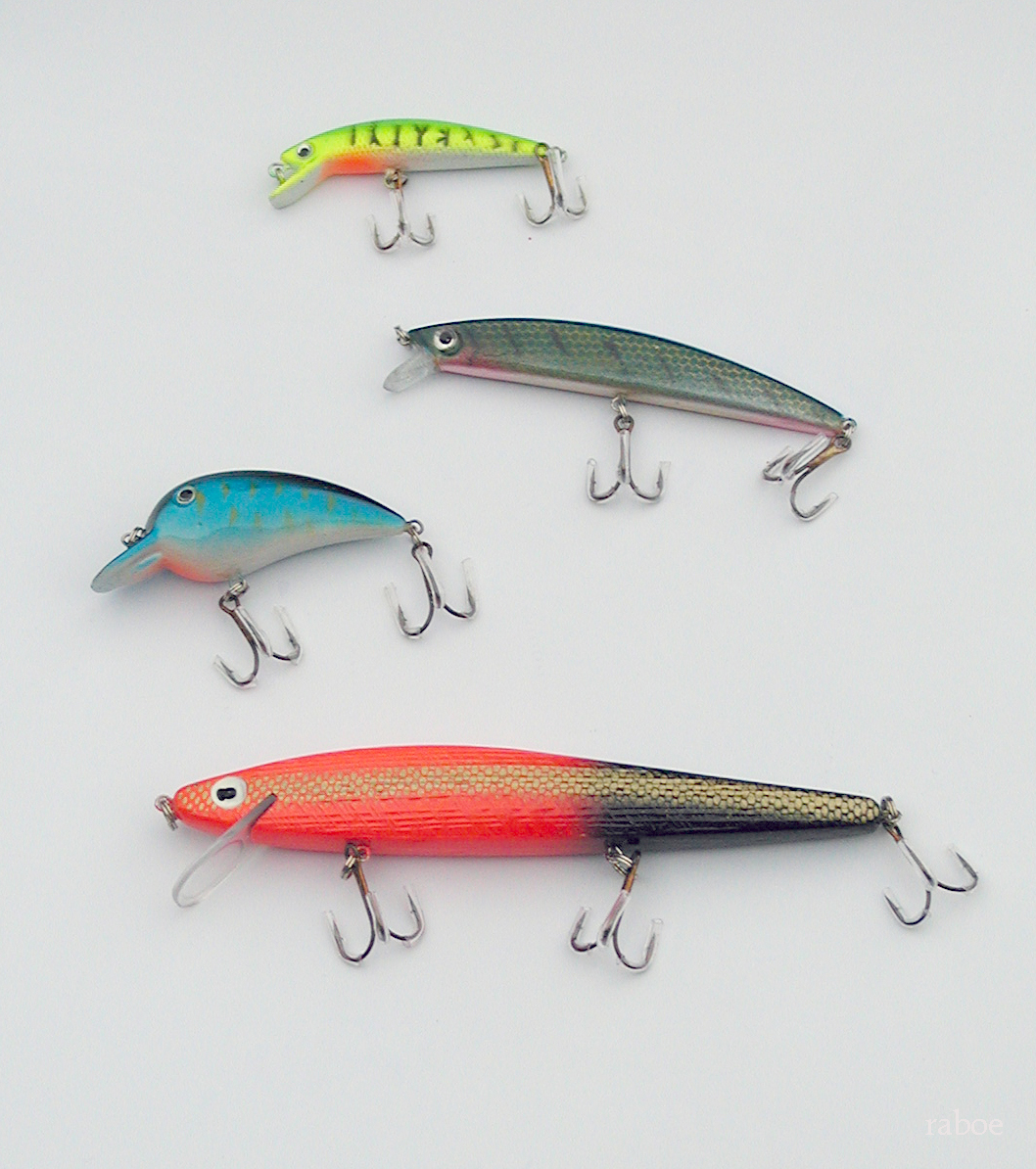
Woblery używane w wędkarstwie spiningowym

Spinning – metoda sportowego i amatorskiego połowu ryb przy użyciu wędki, kołowrotka i sztucznej przynęty polegająca na naprzemiennym zarzucaniu jej i ściąganiu za pomocą wędziska i kołowrotka. Wędkarz może wykonywać także wabiące ruchy wędziskiem tak, aby ruch przynęty jak najbardziej przypominał ruch chorej, lub rannej ryby. Metoda spinningowa służy przede wszystkim do połowu ryb drapieżnych (sandaczy, szczupaków, okoni, sumów itd.). Niektórzy wędkarze wyspecjalizowali się też w łowieniu na spinning ryb, które zazwyczaj odżywiają się pokarmem roślinnym i bezkręgowcami (białorybu), np. wzdręg, kleni, jazi.
Spinningiem nazywana jest też wędka używana przy rzutowej metodzie łowienia ryb drapieżnych.

## Sprzęt spinningowy
Podstawowym elementem sprzętu jest wędka. Wędka spinningowa najczęściej składa się ze stosunkowo krótkiego wędziska (ok. 1,5–3,3 metra). Do niego przymocowany jest kołowrotek, zazwyczaj o stałej szpuli. Na kołowrotek zaś nawinięta jest żyłka o grubości zależnej od gatunku ryb, jakie ma się zamiar łowić, rodzaju przynęty, sposobu łowienia, wody. Wielu zwolenników ma też tzw. plecionka. Posiada ona zalety, które są nieosiągalne dla zwykłej żyłki wędkarskiej. Jest ona sztywniejsza i mniej rozciągliwa od zwykłej żyłki, przez co lepiej przekazuje wędkarzowi informacje o stanie przynęty. Ma także mniejszą średnicę w porównaniu ze zwykłymi nylonowymi żyłkami, przez co jest mniej widoczna dla ryb i ma mniejszy wpływ na pracę przynęty. Cechami niepożądanymi są: sztywność, która negatywnie wpływa na amortyzację podczas brań i holu oraz szybsze zamarzanie przelotek w temperaturach ujemnych. Jako wabiki najczęściej używa się przynęt sztucznych w postaci gum – twisterów, ripperów, blach (błystek) – wahadłówki, obrotówki oraz woblerów: swimmbaitów, twichbaitów, gliderów i innych jerków, popperów, a także tradycyjnych woblerów ze sterem, zarówno w wersjach tonących (sinking), pływających (floating), jak i neutralnych (suspending). Łowienie na przynęty naturalne w postaci martwych rybek, żab, uzbrojonych we wszelkiego rodzaju systemiki (systemy zbrojenia w haczyki lub kotwiczki, najczęściej druciane) na wielu wodach jest zakazane (w przypadku żab łowienie na nie jest całkowicie zabronione, ponieważ wszystkie płazy są pod ochroną w Polsce). Część spinningistów do końcowego odcinka żyłki przywiązuje przypon stalowy, tytanowy, wolframowy bądź fluorocarbonowy. W Polsce jest to uzasadnione przy łowieniu szczupaków lub w wodach obfitujących w te ryby, natomiast używanie go przy połowie innych gatunków mija się z celem i tylko niepotrzebnie pogarsza pracę przynęty. Jedyną bowiem rybą w polskich wodach, która jest w stanie przegryźć żyłkę, jest szczupak. Sandacz, węgorz czy nawet sum, mogą tylko ją przetrzeć. Innym rodzajem przyponu jest przypon strzałowy, czyli kilkumetrowy odcinek grubszej żyłki, którego zadaniem jest niedopuszczenie do zerwania żyłki podczas wyrzutu cięższej przynęty, kiedy powstają siły zdolne przerwać cieńsze linki.

### Elementy pomocnicze zestawu spinningowego
Oprócz wędziska, kołowrotka z zapasem żyłki lub plecionki, przynęty i ewentualnie jej dociążenia potrzebne są jeszcze drobne akcesoria, które na tyle ulepszają cały zestaw do spinningu, że zaliczane są przez wielu wędkarzy do niezbędnych. Krętlik, zwany czasem karabińczykiem, zapobiega częściowo skręcaniu żyłki, a także jest dobrym łącznikiem, na przykład między żyłką i przyponem. Nie wszystkie krętliki są jednakowo sprawne. Za najlepsze uważa się krętliki toczne z wbudowanym miniaturowym łożyskiem kulkowym, mające bardzo małe opory przy obracaniu się. Umocowana na końcu żyłki agrafka (zwykle w połączeniu z krętlikiem) umożliwia szybką, wygodną wymianę przynęty. Agrafka, podobnie jak karabińczyk, musi mieć dobre własności antykorozyjne i odpowiednią wytrzymałość przy jak najmniejszych rozmiarach. Najpewniejsze są agrafki wykonane z samego drutu. Dla lepszej pracy przynęt, szczególnie woblerów i cykad, ważne jest, aby drut agrafki zagięty był łagodnym łukiem. Innymi pomocniczymi elementami zestawu spinningowego są kółeczka łącznikowe. Ich zadaniem jest przede wszystkim łączenie uzbrojenia (kotwic, haków) z przynętą. Należy natomiast unikać bezpośredniego wiązania do nich żyłki lub nawet przyponów z plecionki lub wolframowych, gdyż ostre krawędzie zakończeń drutu mogą być przyczyną uszkodzenia żyłki lub przyponu w miejscu zamocowania. Kółeczka łącznikowe, podobnie jak inne drobne akcesoria, powinny być odporne na korozję. Ich wielkość dobiera się do wielkości przynęty i przewidywanych obciążeń.

### Wyposażenie dodatkowe
Wyposażenie dodatkowe jest indywidualną sprawą każdego spinningisty i nie wpływa bezpośrednio na wynik połowów. Ważnym elementem ubioru są wodery (buty biodrowe), czyli gumowe, sięgające do pachwin buty. Są nie tylko potrzebne do forsowania dopływów rzek i wchodzenia do wody w trudnym łowisku, ale także zabezpieczają przed zmoczeniem i zniszczeniem spodni w czasie marszu po zarośniętym brzegu. Podobną funkcję spełniają spodniobuty, lecz dzięki nim możemy wejść głębiej. Przydatnym elementem ubioru jest wielokieszeniowa kamizelka wędkarska. Okulary polaryzacyjne (polaroidy) ułatwiają ważną przy spinningowaniu obserwację łowiska, szczególnie w słoneczne dni. Podbierak z długą rękojeścią ułatwia lądowanie ryb na łodzi. Pomocna przy wyciąganiu z wody dużych ryb jest osęka. Budzi ona jednak często zastrzeżenia etyczne. Ładownica (skórzane pudełko zawieszone na pasie) może zastąpić kamizelkę.

## Sposób połowu
Sposób połowu ryb metodą spinningową jest w dużej mierze zależny od rodzaju przynęty, typu łowiska, gatunku poławianych ryb, prędkości nurtu, głębokości łowienia itd. Ujednolicając, polega to na naprzemiennym zarzucaniu i przyciąganiu przynęty do siebie za pomocą kołowrotka. Spinningowanie może być tylko wtedy efektywne, gdy zarzuca się szybko, celnie i pewnie. Niezwykle ważna jest odpowiednia prezentacja przynęty. Podczas jej pobytu w wodzie wędkarz wykonuje różne wabiące ruchy wędziskiem. Do takich zalicza się m.in. pukanie w blank palcem, podrygiwanie szczytówka, nierównomierne skręcanie żyłki kołowrotkiem, zakłócanie zwijania żyłki i wiele innych. Ma to na celu zakłócenie pracy przynęty, aby jej ruch był mniej rytmiczny i bardziej przypominał chorą bądź osłabiona rybkę. Popularną metodą jest także dżigowanie. Wymaga to użycia specjalnego rodzaju przynęt – przynęt gumowych bądź „kogutów” z główką jigową. Polega ona na opuszczaniu przynęty na napiętej żyłce (obecnie częściej plecionce) i stukanie nią o dno, po czym następuje poderwanie jej w górę (tzw. łowienie z opadu). Po opuszczeniu na dno może nastąpić przerwa, nawet kilkuminutowa. Poderwanie może być różne – jednym, długim pociągnięciem bądź skokami. Odmianą tej metody jest łowienie kogutem, gdzie wędkarz ma na celu jak najsilniejsze uderzenie o dno przynętą. W taki sposób łowi się np. sandacze i okonie. Jest to jednak skuteczne dla wszystkich rodzajów drapieżników występujących w polskich wodach. Wędzisko do tej metody spinningowania powinno charakteryzować się czułą szczytówką i giętkością w fazie holu.
Istnieje wiele metod spinningowania, dobrych dla specyficznego rodzaju przynęt, typu łowiska, gatunku ryb itd. Do technik spinningowych zaliczane jest często także nie tylko typowe łowienie zestawem spinningowym z kołowrotkiem o szpuli stałej, ale również łowienie wędką muchową na streamer prowadzony krótkimi skokami albo dryfujący wachlarzem na napiętej lince.

## Odmiany spinningu
Ze względu na ciężar przynęty wyodrębnia się cztery odmiany spinningu. Idą za tym wszelako różnice w sprzęcie i technice, a także w zakresie stosowania:
- Ciężki (ang. heavy): przynęta o masie zwykle 30–70 g (powyżej tego jest to już tzw. łowienie pilkerowe, morskie), wędzisko 2,4–3 m o akcji średniej lub miękkiej, kołowrotek solidnej konstrukcji, na szpuli gruba, wytrzymała żyłka lub plecionka. Ta odmiana jest stosowana głównie (ale nie tylko) przy łowieniu z brzegu, w dużych, obfitujących w zaczepy rzekach, zarówno krainy ryb łososiowatych (troć, głowacica), jak i nizinnych (duże szczupaki, sumy); wyjątkowo z łodzi w wodach stojących z licznymi zaczepami, jak zbiorniki zaporowe, gdzie można liczyć na drapieżniki szczególnie okazałe[7].
- Średni (ang. medium, medium heavy[5]): przynęta 10–30 g, wędzisko 2,1–2,7 m (z łodzi można nawet 1,8), o akcji sztywnej lub średniej (mimo wszystko często także progresywna lub nawet paraboliczna), kołowrotek średniej wielkości (rozmiary 2000–3000), żyłka lub plecionka o wytrzymałości do 8 kg (dokładna grubość w zależności od poławianych ryb i konkretnej metody)[7].
- Lekki (ang. light, medium light[5]): przynęta 3–10 g, wędzisko krótkie (1,8–2,5 m), o akcji szybkiej szczytowej lub średniej, kołowrotek mały o dużym przełożeniu (co najmniej 5:1), żyłka o średnicy 0,18–0,20 mm, plecionka 0,10–0,12 mm. Zestaw nadaje się na małe i średnie rzeczki, cieki krainy ryb łososiowatych (pstrąg, lipień, kleń), różnej wielkości rzeki nizinne (okoń, kleń, boleń, jaź, świnka) oraz wody stojące (z brzegu okoń, z łodzi także sandacz)[7].
- Ultralekki (ang. ultralight[5]): przynęta 0,5–3 g, wędzisko 1,6–2,3 m, o akcji parabolicznej (często szybkiej parabolicznej, ang. fast parabolic[5]), choć Francuzi, specjalizujący się w tej odmianie, zalecają akcję szczytową. Kołowrotek mały i lekki (rozmiary 1000–1500), o szpuli możliwie szerokiej i przełożeniu takim, by za jednym obrotem korbki zwijać około 70 cm żyłki; ona sama grubości raczej nie większej niż 0,16 mm. Zestaw taki wymaga szczególnej techniki łowienia. Odpowiednie możliwości sprzętowe, zwłaszcza zaś wędziska o tak niskim ciężarze wyrzutowym, pojawiły się w latach 90. XX wieku. Początkowo spinning ultralekki uważano za sposób przede wszystkim na pstrągi w wypłyconych latem rzeczkach. Stanowi coś pośredniego, graniczącego ze sztuczną muszką, zwłaszcza z jej wersją streamerową. Okazał się jednak znacznie szerzej użyteczny. Stosuje się go zarówno w małych strużkach, jak i większych rzekach, a nawet jeziorach, na pstrągi, okonie, klenie i jazie – po okazałe wzdręgi (nazwa zwyczajowa: krasnopióry)[7].

## Łowiska
Łowiskiem nadającym się do metody spinningowej jest niemal każda rzeka, jezioro, staw czy torfianka. Jedynym ograniczeniem jest wielkość rzeki i stopień zarośnięcia. Nie dotyczy to oczywiście rzek dużych, ale małych, pstrągowych strumyków. Prawie zawsze są to łowiska trudne technicznie, z dużą ilością drzew i krzewów, a także zwalonych do wody karczy, gałęzi, pni drzew. Na jeziora, nawet tych o brzegu zarośniętym lub z szerokim pasem trzcin, można wypłynąć łódką, podpływając niemal nad samo łowisko, co czyni je praktycznie nieograniczonym łowiskiem dla spinningistów. Łowienie z łodzi daje też możliwość szybkiego przemieszczania się i podążania za ławicą ryb.